# 360P/WISE
360P/WISE, komet Jupiterove obitelji